# Wzory (Kłoda)
Wzory – przysiółek wsi Kłoda w Polsce, położony w województwie świętokrzyskim, w powiecie staszowskim, w gminie Rytwiany.
W latach 1975–1998 przysiółek administracyjnie należał do województwa tarnobrzeskiego.